# Staw Młyński (Naramowice)
Staw Młyński – dawny staw młyński, położony w północnej części Poznania, na terenie Naramowic, w rejonie ulicy Rubież, w bezpośredniej bliskości rzeki Warty i jej starorzecza. Jest to jeden z najmniejszych zbiorników wodnych miasta. Leży w północnym klinie zieleni. Zasilany przez Różany Potok. W pobliżu stawu przebiega północna obwodnica kolejowa Poznania.

## Przyroda
Różany Potok wpływa do Stawu Młyńskiego rynną polodowcową porośniętą starymi olszami, topolami, wierzbami i wiązami, z pojedynczymi stanowiskami młodszych dębów oraz z leszczyną. W 2005 stwierdzono w tym rejonie zgryzy bobra, ale były one dość stare. Sam staw otacza oprócz wyżej wymienionych także śliwa tarnina i dziki bez.

## Wędkarstwo
Staw jest intensywnie i całorocznie wykorzystywany przez wędkarzy, zwłaszcza w weekendy. Stanowi o tym bliskość rozległych osiedli piątkowskich i postępująca urbanizacja okolicy.